# Juz' de Muntuy
El Juz de Muntuy fou un dels dotze ajzà o demarcacions territorials rurals d'època musulmana en què es dividia l'illa de Mallorca.
Tenia una superfície aproximada d'uns 460 km² i abastava els actuals termes municipals de Llucmajor, Algaida i Montuïri, tot i que la historiografia tradicional n'hi incloïa més. Una hipòtesi situa al cim del Puig de Randa el Qastil al-Uyun (‘castell de les Fonts') sota les edificacions del Santuari de Cura. Seria el hisn o castell que sembla que hi hauria d'haver a cada demarcació rural musulmana.
La conquesta catalana de 1229 provocà la divisió del juz entre les parròquies de Llucmajor, Castellitx i Montuïri.